# Marathon (Olympic-album)
A Marathon a cseh Olympic együttes 1978-ban megjelent nagylemeze, melyet a Supraphon adott ki. Katalógusszáma: 1 13 2119. A felvételek 1977 májusában készültek Prágában.

## Az album dalai

### A oldal
1. Jako kluci začli jsme hrát (Zdeněk Borovec – Petr Janda) 7:20
2. Mráz (Jiří Oulík – Petr Hejduk) 4:50
3. Černá kronika (Zdeněk Rytíř – Petr Janda) 5:10
4. Tak teto, tady je to (Zdeněk Borovec – Petr Hejduk) 1:55

### B oldal
1. Marathon (Jiří Oulík – Petr Janda) 7:40
2. Taky jsem se narodil bos (Zdeněk Borovec – Petr Janda) 4:15
3. Nech to být (Zdeněk Borovec – Petr Janda) 3:15
4. Tak jedem dál (Zdeněk Borovec – Petr Janda) 4:50

## Közreműködők
- Petr Janda – akusztikus gitár, szólógitár, ének, hegedű
- Milan Broum – basszusgitár, ének
- Jiří Tomek (vendég) – konga (A2, B1)
- Petr Hejduk – dob, ének (A2, A4)
- Miroslav Berka – billentyűs hangszerek